# ریسرچر آی‌دی
ریسرچر آی دی یک سیستم شناسایی برای نویسندگان علمی است. این سیستم در ژانویه سال ۲۰۰۸ توسط تامسون رویترز معرفی شده است.
هدف از این شناسه منحصربه‌فرد، در حل مشکل شناسایی نویسنده است. در ادبیات علمی آن است مشترک که نام، نام خانوادگی و حرف اول از نویسندگان مقاله استناد می‌شود. گاهی اوقات با این حال، نویسندگانی با همان نام، با همان حروف مشابه، یا با املای غلط بکار بردن مجله، و در نتیجه چند املای برای همان نویسندگان، و نویسندگان مختلف با تلفظ مشابه وجود دارد.

در ریسرچر آی دی وب سایت، از نویسندگان، لینک به ریسرچر آی دی شان که مقالات آنها در آنجاست، خواسته می‌شود. در این راه، آنها همچنین می‌توانند لیست نشریات خود را با تاریخ و آنلاین نگه دارند؛ بنابراین دیدگاه جامع از کل تولید یک نویسنده داده می‌شود زیرا همه نشریات توسط وب آو ساینس نمایه نشده‌اند. این امر به ویژه برای محققان در زمینه‌های که عمدتاً استفاده از مقالات کنفرانس داوری شده (علوم کامپیوتر) یا در زمینه‌های نشر کتاب و فصل در کتاب (علوم انسانی و رشته علوم اجتماعی) تمرکز دارند، مهم است.

استفاده ترکیبی از شناسه شیء دیجیتال با ریسرچر آی دی برای یک ارتباط منحصربه‌فرد ازنویسندگان و مقالات علمی اجازه می‌دهد. می‌توان آن مورد استفاده قرار گیرد جهت لینک به محققان باسعی و کوشش نشان دادن یا شناسایی همکاران و همکاران در زمینه پژوهش است.

که تامسون رویترز تبادل داده‌ها را بین سیستم ریسرچر آی دی و ORCIDو vice versa فراهم کرد.